# Хамід Албар
Сайед Хамід Албар (нар. 15 січня 1944, штат Пенанг, Британська Малайя) — малайзійський політик і державний діяч.

## Політична кар'єра
Очолював уряд Малайзії у 1990-х та 2000-х роках. Був міністром внутрішніх справ (2008—2009 рр.), міністром закордонних справ (1999—2008 рр.), міністром оборони (1995—1999 рр.), міністром юстиції (1990—1995 рр.).
Хамід Албар — член парламенту Малайзії з 1990 по 2013 рік, представляв Об'єднану малайську національну організацію (UMNO). Голова Комісії з питань громадського транспорту.